# Leviunguis
Leviunguidae
Famille
Genre
Leviunguis est un genre fossile d'araignées aranéomorphes, le seul de la famille des Leviunguidae.

## Répartition
Les espèces de ce genre ont été découvertes dans de l'ambre de Birmanie. Elles datent du Crétacé.

## Liste des espèces
Selon The World Spider Catalog 19.5 :
- †Leviunguis altus Wunderlich, 2018
- †Leviunguis anulus Wunderlich, 2018
- †Leviunguis anulusoides Wunderlich, 2018
- †Leviunguis bruckschi Wunderlich, 2012
- †Leviunguis bruckschoides Wunderlich, 2018
- †Leviunguis erectus Wunderlich, 2018
- †Leviunguis glomulus Wunderlich, 2018
- †Leviunguis glomus Wunderlich, 2018
- †Leviunguis graciliembolus Wunderlich, 2018
- †Leviunguis gradus Wunderlich, 2018
- †Leviunguis porrigens Wunderlich, 2018
- †Leviunguis pseudobruckschi Wunderlich, 2018
- †Leviunguis quadratus Wunderlich, 2018

## Publications originales
- (en) Jörg Wunderlich, « On the fossil spider (Araneae) fauna in Cretaceous ambers, with descriptions of new taxa from Myanmar (Burma) and Jordan, and on the relationships of the superfamily Leptonetoidea », Beiträge zur Araneologie, 2012, vol. 7, p. 157–232.
- (en) Jörg Wunderlich et Patrick Müller (d), « Fossil spiders (Araneae) in Cretaceous Burmese amber », Beiträge zur Araneologie, 2018, vol. 11, p. 1–167.